# La Fille bien gardée (pel·lícula de 1924)
La Fille bien gardée és una pel·lícula muda francesa dirigida per Louis Feuillade el 21 de març de 1924. El director també signa el guió basat en la comèdia homònima d'Eugène Labiche i Marc-Michel. L'obra, un vodevil en un acte, es va representar per primera vegada el 6 de desembre de 1850 a París al Théâtre du Palais-Royal.

## Repartiment
- René Poyen
- Bouboule
- Alice Tissot
- Lise Jaux
- Émile André
- René Donnio